# Bézac
Bézac is een gemeente in het Franse departement Ariège in de regio Occitanie en telt 269 inwoners (2005). De plaats maakt deel uit van het arrondissement Pamiers.

## Geschiedenis
Op 1 januari 2023 werd de gemeente Saint-Amans opgeheven en opgenomen in Bézac.

## Geografie
De oppervlakte van Bézac bedraagt 8,4 km², de bevolkingsdichtheid is 32,0 inwoners per km².
De onderstaande kaart toont de ligging van Bézac met de belangrijkste infrastructuur en aangrenzende gemeenten.

## Demografie
Onderstaande figuur toont het verloop van het inwonertal (bron: INSEE-tellingen).

Vanwege een beveiligingsprobleem met de MediaWiki Graph-software is het momenteel niet mogelijk deze grafiek weer te geven. Zodra de software is bijgewerkt zal de grafiek vanzelf weer zichtbaar worden.